# Cryptotis orophilus
Cryptotis orophilus is een zoogdier uit de familie van de spitsmuizen (Soricidae). De soort komt voor in Midden-Amerika.

## Naamgeving
De wetenschappelijke naam van de soort werd voor het eerst geldig gepubliceerd door Joel Asaph Allen in 1895.

## Verspreiding
Cryptotis orophilus komt voor van noordelijk Honduras en El Salvador via Nicaragua tot in het zuiden van Costa Rica. Deze soort leeft met name op hoogtes tussen de 800 en 2.400 meter boven zeeniveau. Open gebieden zijn het voornaamste leefgebied, maar ook in regenwouden en droogbossen komt Cryptotis orophilus voor.

## Kenmerken
Cryptotis orophilus heeft een kopromplengte van 55 tot 78 mm, een staart van 17 tot 27 mm lang en een gewicht van 4 tot 8 gram. De vacht is op de rugzijde bruin en op de buikzijde zilvergrijs. Met de bruine vacht onderscheidt Cryptotis orophilus zich van de andere spitsmuizen van zuidelijk Midden-Amerika, die alle een zwarte vacht hebben.

## Leefwijze
Deze spitsmuis is met name nachtactief. In de strooisellaag zoekt Cryptotis orophilus met zijn snuit en voorpoten naar voedsel. Insecten, larven, spinnen, wormen en kleine gewervelden zoals hagedissen en kikkers worden gegeten. Daarnaast worden soms ook schimmels en zaden gegeten. Cryptotis orophilus is solitair, maar soms leeft deze spitsmuis ook in kleine groepen. Nesten worden gemaakt onder boomstronken of rotsen en bevinden zich in zelf gegraven tunnels of in holen die door andere dieren zijn verlaten. De nesten zijn gevuld met droog gras en bladeren. Cryptotis orophilus heeft een draagtijd van 21 tot 22 dagen, waarna één tot negen jongen worden geboren. Deze spitsmuis is met één tot twee maanden geslachtsrijp. Gemiddeld leeft Cryptotis orophilus acht maanden, maar in gevangenschap kan het tot 2,5 jaar oud worden.

## Taxonomie
Cryptotis orophilus werd voorheen beschouwd als ondersoort van Cryptotis parvus. Volgens de huidige inzichten komt Cryptotis parvus alleen voor in de Verenigde Staten en noordelijk Mexico. In Guatemala en de Mexicaanse staten Chiapas en Tabasco komt Cryptotis tropicalis voor.